# Argia mishuyaca
Argia mishuyaca är en trollsländeart som beskrevs av Fraser 1946. Argia mishuyaca ingår i släktet Argia och familjen dammflicksländor. Inga underarter finns listade i Catalogue of Life.